# 港区立青山中学校
港区立青山中学校（みなとくりつあおやま ちゅうがっこう）は、東京都港区北青山一丁目にある公立中学校である。

## 概要
都立日比谷高校内に附設された新制新星中学校として設立された由来をもつ。そのため、千代田区立麹町中学校などと同様、いわば都立日比谷高校への登竜門と位置づけられることもある。
学校選択制前からの学区内の公立小学校は、青山小学校および青南小学校となる。
マンションから北青山1丁目アパートなどの都営団地まで林立する青山地域は、一口に「青山」といっても以前ほどではないにしろ広範な階層住民で成り立つ街でもあり、生徒・卒業生の進路も多様な方向に向いている。
公立中学としての進学実績では近隣の高陵中学校の他、高松中学校や御成門中学校などと並ぶ高い実績がある。また近隣各校と同様に中学校入学時から越境通学する生徒もみられ、近年でも出身小学校は21校にも及ぶ年もあった。
周囲は、上記北青山1丁目アパートの都営団地群および明治神宮外苑、赤坂御用地に囲まれた環境にある。同校敷地は、元は陸軍大学校があった場所になる。

## 沿革
- 1947年（昭和22年）4月29日 - 東京都立第一中学校（現：都立日比谷高校）に港区新星（しんぼし）中学校として併設された。都立第一中学校長・菊池龍道が校長兼職。旧制都立一中2・3年次生徒は一中の附属生扱いとして新制新星中学2・3年次男子のみの2学級（100名）に再編された。
- 1948年（昭和23年）4月1日 - 港区立青山中学校と改称。同年4月13日、都立一中より港区立青南小学校校舎に移転。渋谷区立外苑中学校より女子生徒（99名）を受け入れる。
- 1950年（昭和25年）3月25日 - 第1回卒業式挙行（男子190名・女子84名、計274名）。
- 1954年（昭和29年）2月18日 - 港区立青山小学校校舎に分教室を置き第2学年全員が移転。
- 1955年（昭和30年）3月1日 - 旧陸軍大学校校舎を新校舎として現在地に移転。
- 1985年（昭和60年）5月11日 - 現校舎が完成。
- 2006年（平成18年）4月1日 - 特別支援学級を設置。

## 教育方針
2006年（平成18年）度より、日比谷高校への登竜門としての名門校再生・伝統復活へ向け、前16代学校長・平林健の下、学校選択制の時代の中、生活指導と共に進学指導にも力を入れた。具体策として土曜授業を復活し、正規の授業は第1・3土曜であり、第2・4土曜は土曜特別講座が行われている。他に習熟度別授業や少人数授業も行い、進学実績の向上を目指している。現在は、新たに着任した18代学校長・福井正仁によって引き継がれている。
校訓は、「真剣な学習/Study seriously  節度ある行動/Be temperate in behavior」であり、学校玄関前の時計塔に掲げられている。
教育目標
人権尊重の精神を基調として、心身ともに健康で、知性と感性に富み、生涯を通じて主体的に学び続け、国際社会に貢献できる人間性豊かな生徒の育成を推進する。
「ねばり強く、真剣に学習する生徒」「思いやりの心をもち、奉仕する生徒」「進んで心身の健康に努める生徒」
生徒数と教員数
| 年度     | 生徒総数 | 1年生 | 2年生 | 3年生 | 教員数 | 職員数 |
| -------- | -------- | ----- | ----- | ----- | ------ | ------ |
| 平成23年 | 139人    | 49人  | 34人  | 56人  | 15人   | 4人    |
| 平成24年 | 143人    | 58人  | 51人  | 34人  | 14人   | 4人    |
| 平成25年 | 173人    | 60人  | 60人  | 53人  | 15人   | 5人    |
| 平成26年 | 166人    | 49人  | 56人  | 61人  | 17人   | 4人    |
| 平成27年 | 186人    | 68人  | 57人  | 61人  | 16人   | 4人    |
| 平成28年 | 166人    | 62人  | 49人  | 55人  | 16人   | 5人    |
| 平成29年 | 167人    | 54人  | 61人  | 52人  | 17人   | 5人    |
| 平成30年 | 167人    | 44人  | 64人  | 59人  | 18人   | 5人    |
| 令和元年 | 148人    | 45人  | 42人  | 61人  | 17人   | 5人    |
| 令和2年  | 132人    | 39人  | 48人  | 45人  | 17人   | 2人    |
| 令和3年  | 132人    | 43人  | 40人  | 49人  | 16人   | 1人    |

## 学校行事
- 運動会（青山杯） - クラスで紅白に分かれ、生徒、教職員、保護者、地域が一体となり、各チームが勝利を目指す。

## 諸活動
委員会
- 生徒会役員会
- 生活委員会
- 広報委員会
- 健康委員会
- 図書委員会

部活動
部活動は活発で、9割以上の生徒が参加している。
- バドミントン部
- テニス部
- 野球部
- 鉄道研究部
- ボランティア・アート部
- 吹奏楽部
- バスケットボール部
- 国際交流部
- 華道部
- ダンス部
- ラグビー部（2024年5月現在、休部中）

## 学校施設
- 時計台 - 正門脇に時計台があり、石版には「真剣な学習」「節度ある行動」と刻まれている。
- 多目的ホール - 全校生徒も収容できる大きなホール。交通の便も良いため、会議や講話など幅広く利用されている。
- 体育館 - バレーボールのコートが2面張ることができる。
- 第二体育館 - 柔剣道場になっている。
- 校庭 - 200mのトラックがあり、直線で100mとれる。
- テニスコート - 校庭にある専用硬式テニスコート。人工芝に砂を混ぜたコート。
- コンピュータ室 - 40台のコンピュータが配備されていて、授業および課外での活動に利用されている。

## 校歌
創立当時の音楽科の梁田貞教諭により作曲、国語科の吉田三男也教諭により作詞された。特に、梁田貞教諭は有名な「どんぐりころころ」や「城ヶ島の雨」の作曲者として全国的に著名である。

## 通学区域
住所別通学区域
| 南青山 一丁目 | 南青山 二丁目 | 南青山 三丁目 | 南青山 四丁目 | 南青山 五丁目 - 七丁目 | 北青山 一丁目、二丁目 | 北青山 三丁目 | 西麻布 二丁目 |
| ------------- | ------------- | ------------- | ------------- | ---------------------- | --------------------- | ------------- | ------------- |
| 1 - 12番      | 全域          | 1 - 18番      | 1 - 28番      | 全域                   | 全域                  | 1 - 15番      | 18番、19番    |

## 交通
- 地下鉄銀座線・半蔵門線・大江戸線青山一丁目駅 徒歩1分
- JR（中央・総武線各駅停車）信濃町駅 徒歩7分

## 関係者
出身者
- 森本毅郎 - キャスター、フリーアナウンサー
- 坂上弘 - 作家、慶應義塾大学出版会長
- 岩崎俊男 - 実業家 / 三菱の岩崎寿男の長男
- 寺村信行 - 官僚、元国税庁長官、元大蔵省銀行局長。元中央大学法学部・帝京大学客員教授 / 蒲郡市立形原中学校から転入
- 鏡味徳房 - 官僚、元大蔵省関税局長。東日本銀行頭取、元第二地方銀行協会協会長
- 細野晴臣 - ミュージシャン
- 松下賢次 - フリーアナウンサー、元TBSアナウンサー
- 島田歌穂 - 歌手、女優
- 薬師丸ひろ子 - 女優
- 仁科有理 - 女優、元宝塚歌劇団
- 中川俊直 - 元衆議院議員 / 中川秀直の子息
- 初沢亜利 - 写真家
- 高橋一生 - 俳優
- 鈴木貴子 - 衆議院議員 / 鈴木宗男の息女

新制新星中学校時代
新星中3年（都立一中附属生） → 日比谷高
- 辻惟雄 - 東大名誉教授、多摩美大名誉教授
- 高窪貞人 - 関東学院大教授、元青学大法学部長
- 遅塚忠躬 - お茶の水女子大名誉教授、元東大教授
- 渡邊守章 - 東大名誉教授
- 濱田隆士 - 東大名誉教授
- 竹下守夫 - 駿河台大総長
- 花輪俊哉 - 一橋大名誉教授、元中大教授
- 松本滋 - 聖心女子大名誉教授
- 坂野義光 - 映画監督
- 山田康雄 - 声優、俳優
- 普勝清治 - 元全日空社長

新星中2年・青山中3年（都立一高附属生） → 日比谷高
- 柏原兵三 - 芥川賞作家
- 佐藤純彌 - 映画監督
- 神波史男 - 脚本家
- 江藤淳 - 文芸評論家
- 篠沢秀夫 - 学習院大名誉教授、タレント教授の走り
- 旗照夫 - 歌手
- 安倍寧 - 音楽評論家
- 杉山正樹 - 文芸評論家
- 根岸隆 - 東大名誉教授、一時ノーベル賞候補に
- 築島裕 - 中大名誉教授
- 久保田淳 - 東大名誉教授
- 吉川弘之 - 元東大総長
- 茶谷正洋 - 東工大名誉教授
- 中野収 - 法大名誉教授
- 功刀達朗 - 政治学者、外交官
- 藤井宏昭 - 元駐英大使、外務省官房長・北米局長。国際交流基金理事長
- 朝岡智幸 - 元大阪高裁部総括判事
- 枇杷阪明 - 元ニッポン放送アナウンサー